# Просторечие
Просторе́чие — совокупность слов, выражений, грамматических форм и оборотов, не соответствующих принятым нормам литературного языка, а также простая непринуждённая речь с этими словами, формами и оборотами. В художественной литературе используется обычно в целях сниженной, грубоватой характеристики предмета и/или для обозначения социальной принадлежности персонажа. 
В других источниках указано, что просторе́чие (ср.) — это простой, простонародный говор, язык, и одна из разновидностей национального языка (наряду с литературным языком, жаргонной и диалектной речью), в которой реализуются средства, находящиеся за пределами литературной нормы. Городско́е просторе́чие — это одна из форм национального языка в сфере обиходно-бытового общения только для части городского населения, не владеющей нормами литературного языка, это форма национального языка, находящаяся в промежуточном положении между литературным языком и диалектами.

## Описание
Просторечие отличается от литературного языка ненормативностью, некодифицированностью, и вместе с территориальными диалектами и жаргонами составляет народно-разговорный язык, то есть устную некодифицированную сферу общенациональной речевой коммуникации.
Просторечие свойственно малообразованным носителям языка, оно явно отклоняется от существующих литературных языковых норм. Термин «просторечие» ввёл Дмитрий Ушаков в значении «речь необразованного и полуобразованного городского населения, не владеющего литературными нормами». 
От территориальных диалектов просторечие отличается тем, что не локализовано в тех или иных географических рамках, а от литературного языка (включая разговорную речь — его разновидность) — своей некодифицированностью, ненормативностью, смешанным характером используемых языковых средств.
Просторечие реализуется в устной форме речи; при этом оно может получать отражение в художественной литературе и в частной переписке лиц — носителей просторечия. В целом сфера функционирования просторечия весьма узка и ограничена бытовыми и семейными коммуникативными ситуациями.
В современном просторечии выделяются два временны́х пласта — пласт старых, традиционных средств, отчётливо обнаруживающих своё диалектное происхождение, и пласт сравнительно новых средств, пришедших в просторечие преимущественно из социальных жаргонов. В соответствии с этим различают просторечие-1 и просторечие-2. Носители просторечия-1 — пожилые горожане, имеющие низкий образовательный и культурный уровень; среди носителей просторечия-2 преобладают представители среднего и молодого поколений, также не имеющие достаточного образования и характеризующиеся относительно низким культурным уровнем. Возрастная дифференциация носителей просторечия дополняется различиями по полу: владеющие просторечием-1 — преимущественно пожилые женщины, а значительная часть пользующихся просторечием-2 — мужчины. В языковом отношении различия между этими двумя пластами просторечия проявляются на всех уровнях — от фонетики до синтаксиса. В отношении просторечия-2 также употребляют термин «общий сленг».
В конце 1980-х — начале 1990-х годов, в эпоху Перестройки, в социологии получил распространение термин «простой человек», обозначающий людей, не получивших достаточного образования и занятых, как правило, неинтеллектуальным трудом. Эта русскоязычная группа выделяется тремя основными признаками: сфера деятельности, система ценностей и целей, язык. Признаки расположены в порядке убывания их значимости при определении социальной принадлежности индивидуума. Ведущий параметр, определяющий принадлежность конкретного человека к группе «простых людей», — сфера деятельности.
Основные черты просторечия на фонетическом уровне:
- Общая небрежность речи. Смазанная картина речи в артикуляторном и акустическом плане.
- Малая громкость, быстрый темп, раскрытие рта минимальное. Речь неразборчивая.
- Чрезмерное упрощение групп согласных. Пример: «скока» вместо «сколько», «щас» вместо «сейчас», «када» вместо «когда».
- Невыразительная интонация.

Для русского просторечия характерны особые формы обращения: братан, земляк, пацан (к молодому мужчине — носителю просторечия), отец, батя (к пожилому мужчине), мать (к пожилой женщине). Иначе, чем в литературном языке, образуются и формы имён собственных, например, при помощи суффиксов: -ок, -ян, -(ю)ха: Санёк, Саня (от Саша, Александр), Толян (от Толя, Анатолий), Костян (от Костя, Константин), Катюха (от Катя, Катерина), Лёха (от Лёша, Алексей) и других; ср. также Серый, Серёга (от Серёжа, Сергей), Стас (от Станислав), Макс (от Максим). К пожилым носителям просторечия обращаются, используя слова дядя и тётя: дядя Коля, тётя Люба. Типичным для носителя просторечия является обращение на ты, независимо от возраста и пола собеседника. Для просторечия-2 характерно использование диминутивов (то есть слов с уменьшительно-ласкательными суффиксами).

## Комментарии
1. ↑  По определению советского лингвиста Ф. П. Филина[5].